# Trematooecia ridleyi
Trematooecia ridleyi är en mossdjursart som först beskrevs av James Barrie Kirkpatrick 1890.  Trematooecia ridleyi ingår i släktet Trematooecia och familjen Colatooeciidae. Inga underarter finns listade i Catalogue of Life.